# Beueler Schanze
Die Beueler Schanze war eine Wehranlage auf der rechtsrheinischen Seite von Bonn. Sie wurde 1583 errichtet, 1713 geschleift und war in dieser Zeit oft umkämpft. Von ihr gingen zahlreiche Eroberungen Bonns aus.

## Geschichte
Der heutige Konrad-Adenauer-Platz in Beuel, einem Stadtbezirk von Bonn, war nicht immer ein so friedlicher, wenn auch verkehrsreicher Ort wie heute. In früheren Zeiten wurde hier heftig gestritten und das nicht um das Erlangen der Vorfahrt. Er liegt an einer Stelle, die erst in neuerer Zeit dank ihrer Lage vor der Rheinbrücke zu einem Verkehrsknoten und Geschäftsmittelpunkt geworden ist. Früher gehörte dieses Gelände mit Weingärten, Gemüsefeldern und Äckern zu dem kleinen unbedeutenden Dörfchen Combahn, das sich wie ein langgezogenes Rechteck vom Rhein her quer zwischen Vilich-Rheindorf und Beuel schob. Hier wurde eine Schanze errichtet, aus der die Stadt Bonn beschossen wurde.

### Erster Aufbau 1583
Die ersten Befestigungen am Beueler Rheinufer wurden von den bayerischen Soldaten gebaut, die 1583 im truchsessischen Krieg dem Erzbischof Ernst von Bayern zur Hilfe eilten. Diese Stellungen dienten dazu den Rhein zu beherrschen und die Residenzstadt von den Zufuhren auf dem Wasserwege abzuschneiden. 
Vier Jahre später ließ Martin Schenk von Nideggen, der mit den von Spanien abgefallen Niederlanden verbündet war (er hatte sich in der Nacht zum 23. Dezember 1587 mit einem Handstreich Bonns bemächtigt), am Beueler Ufer eine Schanze bauen, die die Stadt Bonn vor Angriffen von Osten her sichern sollte. Die Arbeiten begannen am 12. Januar 1588. Martin Schenk wollte nach einem zeitgenössischen Bericht „eine gewaltige, weite Schanze“ bauen und diese mit einem breiten Wassergraben, offenbar dem Altwasser des Rheines, das im Zuge der heutigen Limpericher Straße über die Friedrich-Breuer-Straße Richtung Vilich-Rheindorf verlief, umgeben. Die Erdwälle reichen bis etwa zur heutigen Von-Sandt-Straße beiderseits des Konrad-Adenauer-Platzes, wo nur noch die ältere Flurbezeichnung „Auf dem Hahnen“ auf die ehemalige mit Hainbuchen bewachsene Umwallung hinweist. Im März 1588 erfolgte eine Belagerung der Stadt Bonn durch die spanische Armee unter dem Befehl des Prinzen von Chimay, Karl von Croy, um Schenk von Nideggen aus der Stadt zu vertreiben. Nach schweren Kämpfen fiel zunächst im August 1588 die Beueler Schanze in die Hände der Angreifer, einen Monat danach wurde Bonn erstürmt.

### Vertreibung der französischen Besatzung 1689

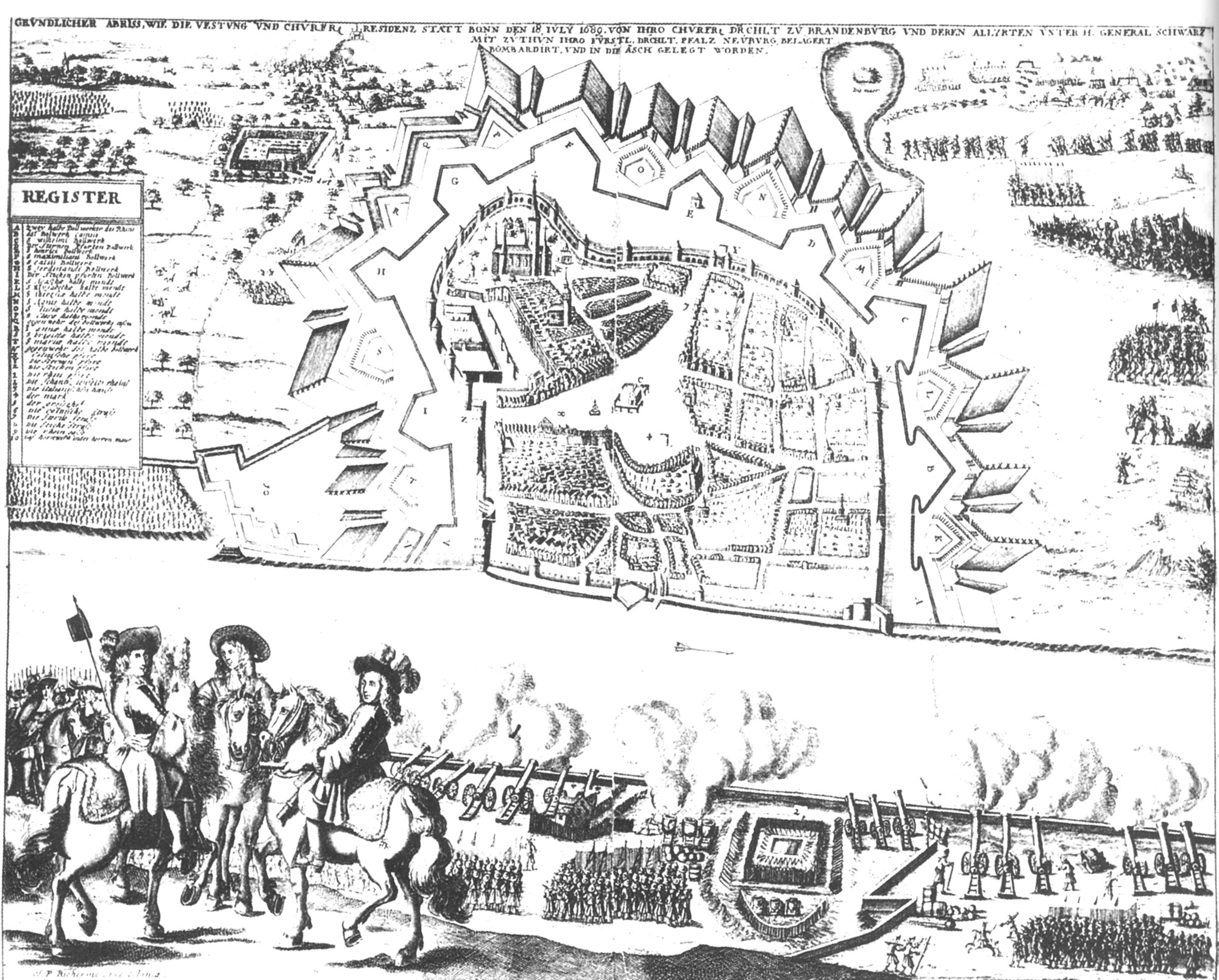
Belagerung und Beschuss der Stadt Bonn im Jahre 1689

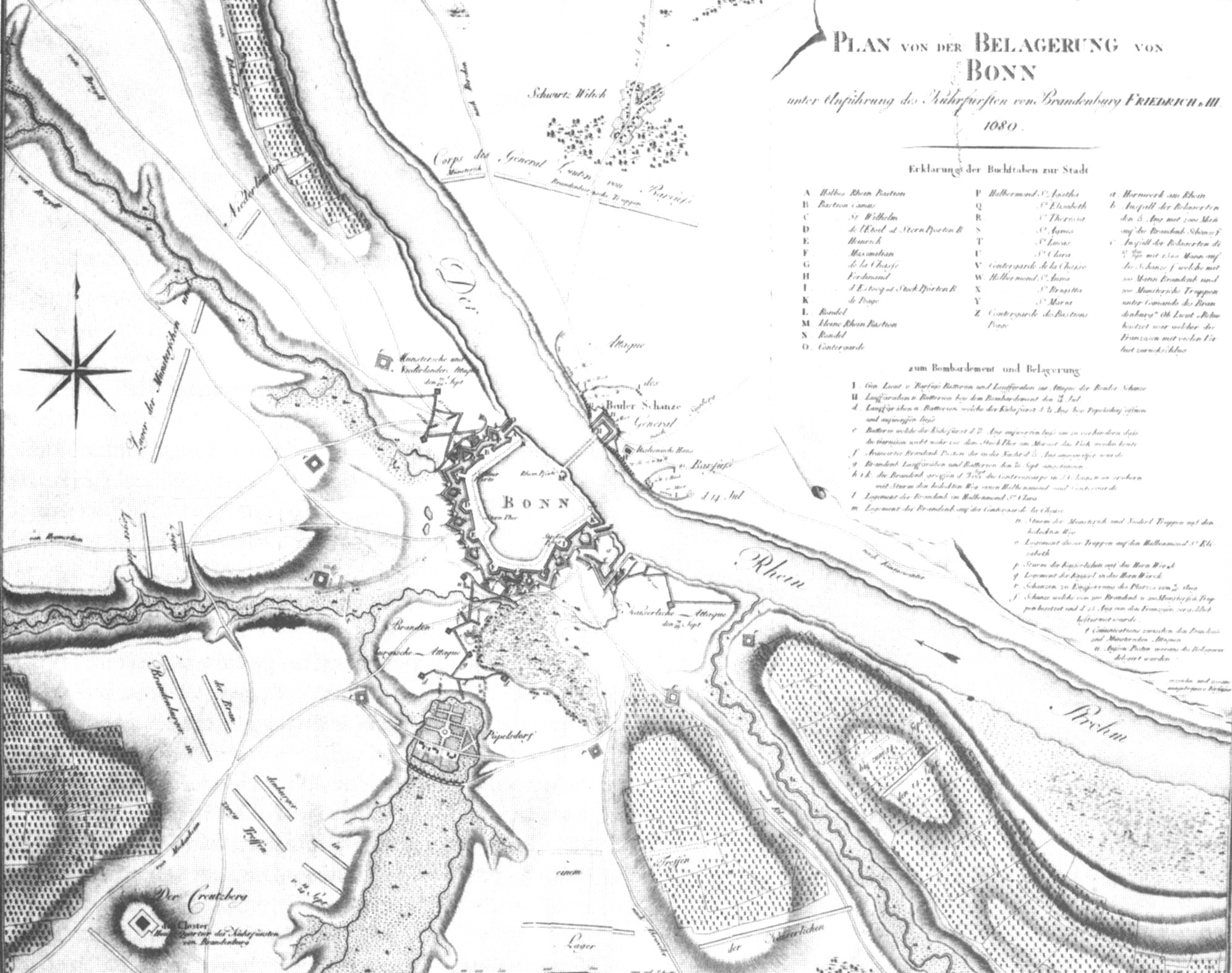
Plan von der Belagerung Bonns im Jahre 1698

Hundert Jahre später wurde die Beueler Schanze abermals hart umkämpft. Eine kaiserliche Armee unter dem Befehl des Kurfürsten Friedrich III. von Brandenburg war an den Rhein gezogen, um die mit Kurköln verbündeten Franzosen aus dem Erzstift zu vertreiben.
Um für die Schützen und Kanoniere nach allen Seiten freies Schussfeld zu gewinnen, ließen die Belagerten in einer Entfernung von einer Viertelstunde Wegs alle Häuser niederreißen und sämtliche Bäume fällen. Von den wenigen Fachwerkhäusern des alten Combahn blieb keines erhalten. Unter dem brandenburgischen General Hans Albrecht von Barfus gingen die brandenburgischen, holländischen und münsteranischen und paderbornischen Regimenter vor der Schanze in Stellung. Der Zufall fügte es, dass bei dem Beschuss dabei eine münstersche Granate in das Pulvermagazin der Schanze schlug und mit einer Explosion von innen her eine Bresche in die Verteidigungsanlagen riss. Im Sturmangriff wurden dann die Reste der Besatzung überwältigt.
Kurfürst Friedrich III. kam von Graurheindorf, wo er sein Quartier aufgeschlagen hatte, herüber, um selbst die Vorbereitungen für den Angriff auf die Residenzstadt Bonn zu leiten. Am Ufer ging nun Geschütz an Geschütz in Stellung und richtete die Rohre in Richtung auf die gegenüberliegende Stadt. Nach einem Augenzeugenbericht waren es 78 Kanonen. Am Abend des 24. Juli 1689 begann von der Beueler Schanze aus das Bombardement, durch das der größte Teil der Stadt Bonn völlig vernichtet wurde. Nur etwa 40 Häuser überstanden den Feuersturm. Am 9. Oktober 1689 begann der Sturmangriff der Bodentruppen. Bereits am Tag darauf baten die Franzosen um Waffenstillstand. Am 12. wurde die Kapitulation unterzeichnet.

### Das Ende der Schanze 1713
Zwei Jahrzehnte später führte das Bündnis des Kölner Kurfürsten mit Frankreich wiederum zu einer kriegerischen Auseinandersetzung. Ein französischer Festungsbaumeister, ein Schüler des berühmten Sébastien Le Prestre de Vauban, übernahm es, die Beueler Schanze von Grund auf neu aufzubauen. Er ließ die Festung in Form eines Fünfecks anlegen und mit Halbmonden und Bastionen versehen. Der neuen Schanze gaben die Franzosen den Namen „Fort de Bourgogne“. 

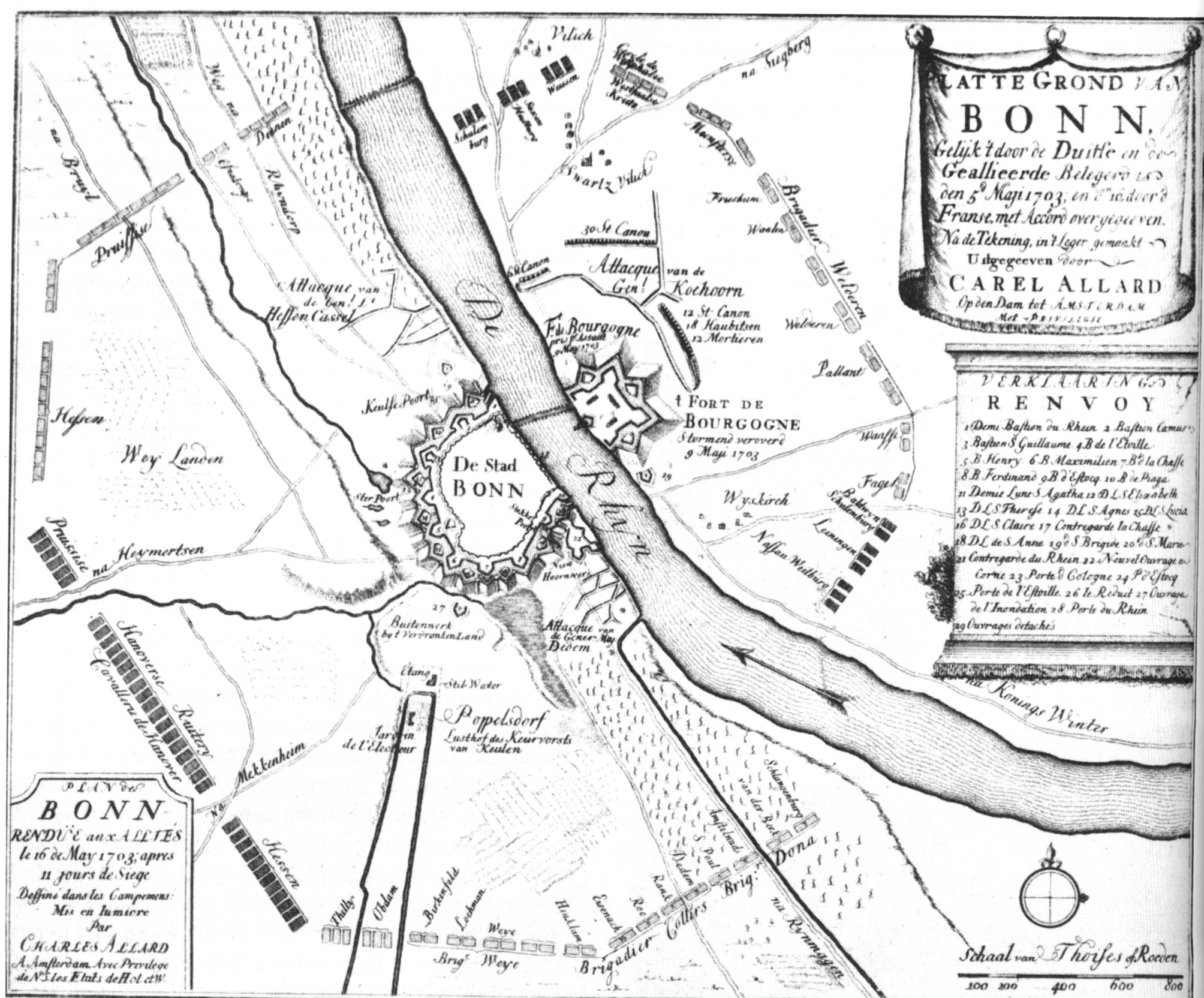
Der Plan der Beueler Schanze um 1703

Nach einem Plan von 1703 hatten die Festungsanlagen am Combahn-Beueler Rheinufer eine Breite von 750 m und landeinwärts eine Tiefe bis 480 m. Das ganze Gelände des heutigen Konrad-Adenauer-Platzes mit den angrenzenden Straßen lag im Bereich dieser Festung. Die Anlagen der Schanze waren zum ersten Mal in massiver Bauweise ausgeführt, ebenso wie die Stadtbefestigungen auf der anderen Rheinseite zum größten Teil aus Basalt, einem für die damaligen Verhältnisse äußerst widerstandsfähigen Material.

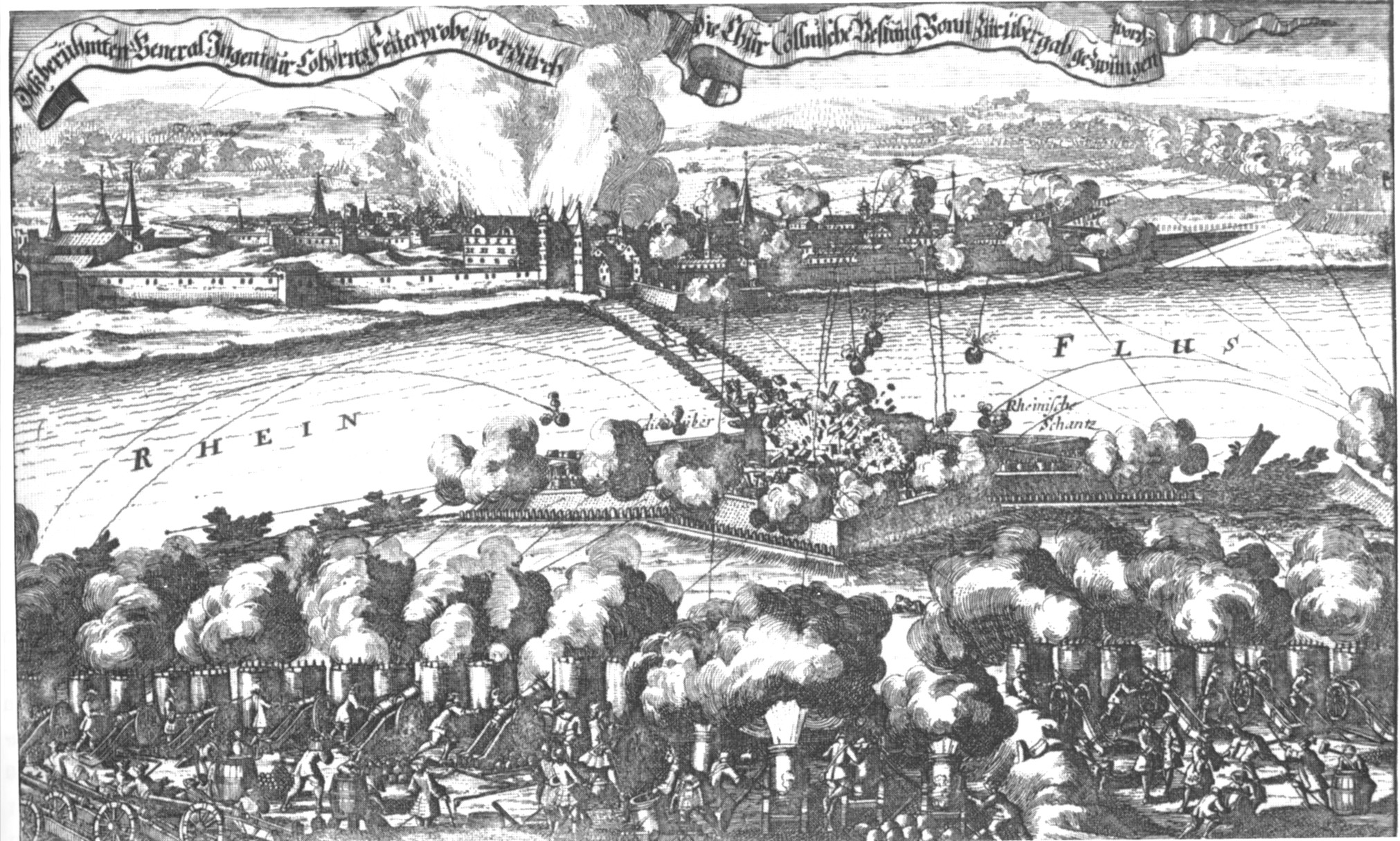
Die Beueler Schanze um 1703

Jetzt war es eine verbündete Armee aus Engländern, Holländern, Preußen und Reichstruppen, die im März 1703 ihren Marsch gegen Beuel antraten und die Belagerung von Bonn begannen. Die Stadt und das „Fort de Bourgogne“ in Beuel wurden nun von allen Seiten eingeschlossen. Den Oberbefehl über die Belagerungseinheiten hatte der Anführer der englischen Truppen John Churchill, 1. Duke of Marlborough.
Mit dem Kommando der Armee, die das Fort de Bourgogne angreifen sollte, wurde der holländische Festungsbauingenieur General Menno van Coehoorn betraut. Er gab am 9. Mai 1703 den Befehl zum Artillerieangriff. Von morgens vier Uhr bis in die Nacht hinein hagelten pausenlos die Geschosse aus 52 Kanonen und 18 Mörsern auf die Festung nieder.
Nach dieser Feuerwalze stießen drei Bataillone und 400 Grenadiere aus ihren Stellungen vor, erstürmten über Leitern die Wälle und brachten die Festung in einem blutigen Handgemenge in ihren Besitz. Noch in derselben Nacht wurden Geschütze am Rheinufer Richtung Bonn gerichtet. Vom 12. Mai an wurde von der Beueler Schanze erneut Bonn beschossen und kurz darauf erobert. Am 16. Mai wurde die Kapitulation unterzeichnet. Dieser Sieg bedeutete das Ende für das Fort de Bourgogne. 
Es wurde geschleift, wie es der Friedensvertrag von Utrecht, der am 11. April 1713 den Krieg beendete, bestimmte.